# Выборы в Верховный хурал Республики Тыва (2019)
Выборы депутатов Верховного хурала (парламента) Республики Тыва третьего созыва состоялись в Тыве в единый день голосования 8 сентября 2019 года. Партия «Единая Россия» победила как в едином (80,13 %), так и во всех 16 одномандатных округах и получила большинство мест (30 из 32), потеряв при этом 1 место. ЛДПР получила 2 места.

## Избирательная система
Депутаты Верховного хурала (парламента) Республики Тыва избираются на 5 лет по смешанной системе (параллельное голосование).
Из 32 депутатов 16 избираются в едином избирательном округе по пропорциональному принципу из партийных списков. Каждая политическая партия должна составить партийный список, состоящий из общей и региональных частей. Общая часть должна включать от 1 до 3 кандидатов. Каждая региональная группа соответствует одному одномандатному округу и должна включать от 2 до 4 кандидатов. Региональных групп должно быть от 8 до 16. Количество кандидатов, не являющихся членами партии, не должно превышать 50 % от всего списка.
Для получения мест партийный список должен преодолеть процентный барьер в 5 %. Если сумма голосов за партии, преодолевшие барьер, составляет менее 50 % или за каждую партию подано менее 5 % голосов, к распределению мандатов поочерёдно допускаются списки, набравшие менее 5 %, пока сумма голосов не превысит 50 %. Если за одну партию отдано более 50 % голосов, а остальные списки набрали менее 5 % голосов, к распределению мандатов допускается партия, которая заняла второе место. Между партиями места распределяются по методу Д’Ондта. Внутри партийных списков мандаты сперва получают кандидаты в общей части, после чего их получают кандидаты региональных групп, в которых партийный список набрал больший процент голосов.
Остальные 16 депутатов избираются в одномандатных округах по системе относительного большинства. Кандидаты выдвигаются партиями или в порядке самовыдвижения.

## Ключевые даты
- 5 июня Верховный хурал (парламент) Республики Тыва назначил выборы на 8 сентября 2019 года (единый день голосования)[2].
- 8 июня
  - постановление о назначении выборов было опубликовано в СМИ.[2]
  - Избирательная комиссия Республики Тыва утвердила календарный план мероприятий по подготовке и проведению выборов.[3]
- с 9 июня — период выдвижения кандидатов и партийных списков.[3]
  - агитационный период начинается со дня выдвижения и заканчивается и прекращается за одни сутки до дня голосования.[3]
- по 24 июля — период представления документов для регистрации кандидатов и партийных списков.[3]
  - в течение 10 дней после принятия документов для регистрации — принятие решения о регистрации кандидата или списка либо об отказе в регистрации.[3]
- с 10 августа по 6 сентября — период агитации в СМИ.[3]
- 7 сентября — день тишины.[3]
- 8 сентября — день голосования.

## Участники
Согласно постановлению избирательной комиссии республики, 4 политические партии имели право выставить списки кандидатов без сбора подписей избирателей:
- Единая Россия
- Коммунистическая партия Российской Федерации
- ЛДПР — Либерально-демократическая партия России
- Справедливая Россия

### Партийные списки
Для регистрации партиям необходимо было собрать от 967 до 1063 подписей (0,5 % от числа избирателей).
| Номер в бюллетене | Партия                                          | Общая часть списка от 1 до 3 кандидатов            | Региональных групп | Кандидатов в списке | Статус списка                                     |
| ----------------- | ----------------------------------------------- | -------------------------------------------------- | ------------------ | ------------------- | ------------------------------------------------- |
| 1                 | ЛДПР — Либерально-демократическая партия России | Владимир Жириновский Сергей Натаров Андриан Ооржак | 16                 | 51                  | зарегистрирован                                   |
| 2                 | Казачья партия Российской Федерации             | Василий Коновалов Евгений Василенко Пётр Кречетов  | 8                  | 19                  | зарегистрирован, снят решением Верховного суда РФ |
| 3                 | Коммунистическая партия Коммунисты России       | Ирина Саая Владимир Чесноков                       | 8                  | 18                  | зарегистрирован                                   |
| 4                 | «Справедливая Россия»                           | Василий Оюн                                        | 16                 | 49                  | зарегистрирован                                   |
| 5                 | «Единая Россия»                                 | Шолбан Кара-оол Елена Филиппова Станислав Оюн      | 16                 | 63                  | зарегистрирован                                   |
| 6                 | Коммунистическая партия Российской Федерации    | Роман Тамоев Сергей Салчак Лодой-Дамба Куулар      | 14                 | 30                  | зарегистрирован                                   |
|                   |                                                 |                                                    |                    |                     |                                                   |
|                   | Партия пенсионеров                              | Вячеслав Ондар Дандар Ооржак                       | 11                 | 30                  | отказано в регистрации                            |
|                   | «Патриоты России»                               | Ульяна Надыл Юлиана Монгуш Гульсара Сибагатуллина  | 9                  | 21                  | отказано в регистрации                            |
|                   | Партия Роста                                    | Эдуард Ондар Владимир Журавлёв Сергей Чупров       | 8                  | 19                  | отказано в регистрации                            |
| 1. 2.             |                                                 |                                                    |                    |                     |                                                   |

### Кандидаты по одномандатным округам
По 16 одномандатным округам кандидаты могли выдвигаться как от партии, так и путём самовыдвижения. Кандидатам необходимо собрать 3 % подписей от числа избирателей соответствующего одномандатного округа.
| Партия | Партия                                          | Кандидатов | Кандидатов       |
| Партия | Партия                                          | Выдвинуто  | Зарегистрировано |
| ------ | ----------------------------------------------- | ---------- | ---------------- |
|        | Коммунистическая партия Российской Федерации    | 15         | 14               |
|        | Партия пенсионеров                              | 5          | 2                |
|        | «Единая Россия»                                 | 16         | 16               |
|        | «Патриоты России»                               | 14         | 1                |
|        | ЛДПР — Либерально-демократическая партия России | 16         | 12               |
|        | Партия Роста                                    | 1          | 0                |
|        | «Справедливая Россия»                           | 16         | 12               |
|        | Самовыдвижение                                  | 22         | 5                |
| Всего  | Всего                                           | 105        | 61               |

## Опросы
| Дата | Опрос проводил | ЕР            | КПРФ  | ЛДПР | СР  | КПКР | Яблоко | ПР    | Родина | Другая партия | Не опреде- лились | Испортят бюлле- тень | Не пойдут | Иное |     |       |     |      |     |     |     |
| ---- | -------------- | ------------- | ----- | ---- | --- | ---- | ------ | ----- | ------ | ------------- | ----------------- | -------------------- | --------- | ---- | --- | ----- | --- | ---- | --- | --- | --- |
| Дата | Опрос проводил | 26—29.03.2019 | ЦИПКР | 48 % | 8 % | 5 %  | 5 %    | 2,4 % | 2,1 %  | Другая партия | Не опреде- лились | Испортят бюлле- тень | Не пойдут | Иное | 1 % | 0,7 % | 5 % | 12 % | 1 % | 4 % | 6 % |

## Результаты
| Партия                           | Партия                           | по единому округу | по единому округу | по единому округу | по единому округу | по единому округу | по одно- мандатным округам | по одно- мандатным округам | всего | всего | всего   | всего   |
| Партия                           | Партия                           | Голосов           | %                 | +/-               | Мест              | +/-               | Мест                       | +/-                        | Мест  | +/-   | %       | +/-     |
| -------------------------------- | -------------------------------- | ----------------- | ----------------- | ----------------- | ----------------- | ----------------- | -------------------------- | -------------------------- | ----- | ----- | ------- | ------- |
|                                  | «Единая Россия»                  | 112 319           | 80,13 %           | ▼3,90 %           | 14                | ▼1                | 16                         | ▬0                         | 30    | ▼1    | 93,75 % | ▼3,13 % |
|                                  | ЛДПР                             | 10 868            | 7,75 %            | ▲6,26 %           | 2                 | ▲2                | 0                          | —                          | 2     | ▲2    | 6,25 %  | ▲6,25 % |
|                                  |                                  |                   |                   |                   |                   |                   |                            |                            |       |       |         |         |
|                                  | «Справедливая Россия»            | 6389              | 4,56 %            | ▼0,36 %           | 0                 | ▼1                | 0                          | ▬0                         | 0     | ▼1    | 3,13 %  | ▼3,13 % |
|                                  | КПРФ                             | 5082              | 3,63 %            | ▲0,27 %           | 0                 | ▬0                | 0                          | ▬0                         | 0     | ▬0    | 0 %     | ▬0 %    |
|                                  | «Коммунисты России»              | 3229              | 2,30 %            | ▲1,53 %           | 0                 | ▬0                |                            |                            | 0     | ▬0    | 0 %     | ▬0 %    |
|                                  | Партия пенсионеров               |                   |                   |                   |                   |                   | 0                          | —                          | 0     | —     | 0 %     | —       |
|                                  | «Патриоты России»                |                   |                   |                   |                   |                   | 0                          | —                          | 0     | —     | 0 %     | —       |
|                                  | Самовыдвижение                   |                   |                   |                   |                   |                   | 0                          | ▬0                         | 0     | ▬0    | 0 %     | ▬0 %    |
|                                  |                                  |                   |                   |                   |                   |                   |                            |                            |       |       |         |         |
| Действительные бюллетени         | Действительные бюллетени         | 137 887           | 98,37 %           | ▲0,20 %           |                   |                   |                            |                            |       |       |         |         |
| Недействительные бюллетени       | Недействительные бюллетени       | 2291              | 1,63 %            | ▼0,20 %           |                   |                   |                            |                            |       |       |         |         |
| Всего                            | Всего                            | 140 178           | 100 %             | —                 | 16                | ▬0                | 16                         | ▬0                         | 32    | ▬0    | 100 %   | —       |
|                                  |                                  |                   |                   |                   |                   |                   |                            |                            |       |       |         |         |
| Бюллетени, выданные досрочно     | Бюллетени, выданные досрочно     | 9761              | 6,92 %            | ▼6,14 %           |                   |                   |                            |                            |       |       |         |         |
| Бюллетени, выданные на участках  | Бюллетени, выданные на участках  | 122 275           | 86,72 %           | ▲6,56 %           |                   |                   |                            |                            |       |       |         |         |
| Бюллетени, выданные вне участков | Бюллетени, выданные вне участков | 8969              | 6,36 %            | ▼0,42 %           |                   |                   |                            |                            |       |       |         |         |
|                                  |                                  |                   |                   |                   |                   |                   |                            |                            |       |       |         |         |
| Явка                             | Явка                             | 141 005           | 75,03 %           | ▼5,40 %           |                   |                   |                            |                            |       |       |         |         |
| Число избирателей                | Число избирателей                | 187 938           | 100 %             |                   |                   |                   |                            |                            |       |       |         |         |

## Формирование
26 сентября 2019 года состоялось первое заседание Верховного хурала (парламента) Республики Тыва третьего созыва. Было сформировано 2 фракции: «Единая Россия» (30 депутатов) и ЛДПР (2 депутата). Председателем Верховного хурала вновь избран Кан-оол Даваа («Единая Россия»). Заместителем председателя избрана Ирина Бадыргы («Единая Россия»). 14 октября полномочиями члена Совета Федерации — представителя от Верховного хурала наделена Дина Оюн («Единая Россия»). 
| Фракции | Фракции       | Членов | Руководитель   |
| ------- | ------------- | ------ | -------------- |
|         | Единая Россия | 30     | Ирина Бадыргы  |
|         | ЛДПР          | 2      | Андриан Ооржак |